# عبده الراجحي
عَبْدُه الرَّاجِحي (1937 - 2010 م) عالم لغوي مصري، وأستاذ جامعي، من أعضاء مجمع اللغة العربية بالقاهرة.

## ولادته وتحصيله
وُلد عَبْدُه بن علي بن إبراهيم الرَّاجِحي  في أكتوبر عام 1937م، بمحافظة الدقهلية. حصل على درجة ليسانس الآداب من قسم اللغة العربية في جامعة الإسكندرية بتقدير ممتاز مع مرتبة الشرف 1959، وعلى ماجستير في الآداب في العلوم اللغوية من الجامعة نفسها في يونيو 1963م، ثم على دكتوراه في الآداب في العلوم اللغوية منها في يناير 1967.
شغل درجة معيد بقسم اللغة العربية بجامعة الإسكندرية من 1961م، ودرجة مدرِّس العلوم اللغوية بها من 1967، ودرجة أستاذ مساعد للعلوم اللغوية بها من 1972، ثمّ درجة أستاذ العلوم اللغوية من 1977. وآخر عمله كان أستاذًا متفرِّغًا للعلوم اللغوية كلية الآداب - جامعة الإسكندريّة.

## وظائفه ومناصبه
- شغل عديدًا من المراكز الإداريّة والعلميّة:
- رئيس قسم اللّغة العربيّة.
- عميد كليّة الآداب – جامعة بيروت العربية.
- وكيل كليّة الآداب للدراسات العليا والبحوث.
- رئيس قسم الصوتيّات.
- مدير معهد الدراسات اللّغويّة والترجمة.
- مدير مركز تعليم اللغة العربية للأجانب.
- رئيس قسم تأهيل معلمي اللّغة العربيّة لغير الناطقين بها – جامعة الإمام محمد بن سعود الإسلامية.
- أستاذًا زائرًا بمعظم الجامعات العربيّة وعدد من الجامعات البريطانيّة والألمانيّة.
- فاحصًا للبحوث العلميّة ولإنتاج أعضاء هيئة التدريس المتقدمين إلى الترقية بالجامعات العربية.
- فاحصًا خارجيًا بجامعة مالايا والجامعة الإسلاميّة العالميّة بماليزيا.
- المسؤول عن ضبط النص في مكنز السنة المشرفة.
- زار جامعات ماليزيا واليابان وموسكو وأوزبكستان وتتارستان.

## نشاطاته
شارك في عدد كبير من المؤتمرات العلميّة، منها:
- العلاقات البيزنطية الإسلامية – سالونيك – اليونان – أكتوبر 1979م.
- الألسنيّة – الرباط 1981م.
- مشكلات تعليم اللّغة العربيّة في الجامعات العربيّة - الإسكندريّة 1981م.
- تعليم اللّغات بالكويت – مايو 1985م.
- تطوير اللّغة العربيّة في ماليزيا – نوفمبر 1990م.

هذا والدكتور عبده الراجحي:
عضو بمجمع اللغة العربية بالقاهرة منذ سنة 2003م، في المكان الذي أصبح شاغرًا بعد وفاة الدكتور محمود مختار، وعضو اللّجنة الدائمة للترقية إلى وظائف الأساتذة بالجامعات المصريّة، وعضو اتحاد الكتاب المصري، وعضو لجنة الأدب واللّغة بالمجلس الأعلى للثقافة المصرية، وعضو لجنة تحقيق التراث بالمجلس الأعلى للثقافة المصريّة.

## بحوثه ومؤلفاته
من أبحاثه اللغوية:
- منهج ابن جني في كتابه المحتسب (نسخة خطية بآداب الإسكندريّة).
- اللّهجات العربيّة في القراءات القرآنيّة– دار المعارف مصر 1968م.
- الشخصيّة الإسرائيليّة– دار المعارف مصر 1968م.
- عبد الله بن مسعود – دار الشّعب بمصر 1970م.
- التطبيق النحوي– دار النهضة العربيّة – بيروت 1972م.
- التطبيق الصرفي– دار النهضة العربيّة – بيروت 1973م.
- فقه اللّغة في الكتب العربيّة- دار النهضة العربيّة – بيروت 1974م.
- دروس في شروح الألفيّة - دار النهضة العربيّة – بيروت 1977م.
- دروس في المذاهب النحويّة - دار النهضة العربيّة – بيروت 1978م.
- اللّغة وعلوم المجتمع - دار النهضة العربيّة – بيروت 1978م.
- النحو العربي والدرس الحديث - دار النهضة العربيّة – بيروت 1979م.
- علم اللّغة التطبيقي وتعليم العربيّة – جامعة الإمام – 1990م.

من مقالاته المنشورة:
- النحو العربي وأرسطو– مؤتمر اليونان 1979م.
- التراث العربي ومناهج علم اللّغة – مؤتمر الرباط 1981م.
- مخطط أساسي للدراسات اللغويّة بالجامعات – مؤتمر الإسكندريّة 1982م.
- علم الأسلوب – مجلة فصول – المجلّد الثاني.
- تعليم اللّغة العربيّة للأجانب وإسهامه في تطوير بحث الفصحى، مؤتمر الكويت 1985م.
- المواءمة – مجلّة عالم الفكر.
- النحو في تعليم العربيّة لغير الناطقين بها – نوفمبر – ماليزيا 1990م.

### ترجماته
- هيراقليطس فيلسوف التغيّر– دار المعارف بمصر 1968م.
- المواءمة مجلّة عالم الفكر.
- أسس تعليم اللّغات وتعلّمها – دار النهضة العربيّة – بيروت

## وفاته
توفي عبده الراجحي يوم الاثنين 26 أبريل 2010م عن عمر يناهز 73، وشُيِّع جثمانه في اليوم التالي من مسجد المواساة بالإسكندرية بعد صلاة الظهر.
كتب زميله في مجمع الخالدين المؤرِّخ المصري الدكتور محمد الجوادي عن حياته واسهاماته الثقافية دراسة وافية نشرتها {الأهرام} غداة حصوله علي جائزة الدولة التقديرية التي نالها في يونيو 2010 عقب وفاته.